# أغاستاتشيا
أغاستاتشيا أو السنابل الكبيرة (الاسم العلمي: Agastachys) هو جنس من عائلة البروطية. يندرج تحته نوع واحد يسمى أغاستاتشيا أدوراتا (الاسم العلمي: Agastachys odorata) المعروف باسم الواراتا البيضاء أو شجيرة الشمعة العطرة. إنها شجيرة دائمة الخضرة أو شجرة صغيرة ومتوطنة في مناطق الخلنج والحشائش في غرب تسمانيا.

## الانتشار والموئل
أغاستاتشيا أدوراتا نوع متوطن في جزيرة تسمانيا، أستراليا. تنمو بأعلى كميات وفيرة في المناطق الغربية والجنوبية من تسمانيا. تنمو أغاستاتشيا أدوراتا في مجموعة متنوعة من أنواع النباتات "الرطبة" في جميع أنحاء تسمانيا، غالبًا في الشجيرات، والغابات الرطبة من شجر السليروفيل/الكينا، والغابات المطيرة المعتدلة وأحيانًا في المناطق الجبلية. يفضل نبات أغاستاتشيا أدوراتا المناطق ذات الأمطار الغزيرة، ومن ثم فإن توزيعه محدود نحو الأجزاء الشرقية الأكثر جفافًا من تسمانيا.
توجد أغاستاتشيا أدوراتا عادة في التربة الفقيرة بالمغذيات. تعمل الجذور العنقودية التي تنتجها النبتة، وهي سمة من سمات عائلة البروطية، على زيادة امتصاص النبات للعناصر الغذائية وتساعد الأنواع على الازدهار في الظروف القاسية. تسهل الجذور العنقودية امتصاص العناصر الغذائية بشكل متزايد حيث تعمل مجموعات الجذور الكثيفة على زيادة مساحة السطح لامتصاص العناصر الغذائية.
يمكن رؤية أغاستاتشيا أدوراتا في المتنزهات الوطنية في الجنوب الغربي ونهر فرانكلين-جوردون البري في تسمانيا.

## خطر الإنقراض
حاليًا، أغاستاتشيا أدوراتا غير مدرجة ضمن الأنواع المهددة بالانقراض سواء في قائمة الأنواع المهددة بالانقراض في تسمانيا أو قائمة قانون EPBC للنباتات المهددة بالانقراض . ومع ذلك، بما أنأغاستاتشيا أدوراتا نوع غير ممثل بشكل كاف في الأعمال البيئية والعلمية المتعلقة بتأثيرات التغيرات المناخية واستخدام الأراضي التي تحدث في تسمانيا، فإن أمنه غير مضمون في المستقبل. لا يتم زراعة هذا النوع على نطاق واسع في الحدائق، حيث يعد تكاثره الناجح صعبًا ونادرًا باستخدام التقنيات التقليدية مثل إنبات البذور. وعلى الرغم من التحديات المذكورة، فقد تم جمع البذور وتخزينها في مركز حفظ البذور في تسمانيا.
من المعروف أن أغاستاتشيا أدوراتا معرضة بشكل كبير لمرض (Phytophthora cinnamomi). يؤدي هذا الفطر لتعفن الجذور ما يُعرض الأنواع للخطر في المستقبل مع انتشار المرض في جميع أنحاء تسمانيا.
تصنف المنظمات مثل الجمعية الأسترالية للنباتات الأصلية حالة الحفظ العامة لهذا النوع على أنه "لا يعتبر معرضا للخطر في البرية".

## معرض الصور

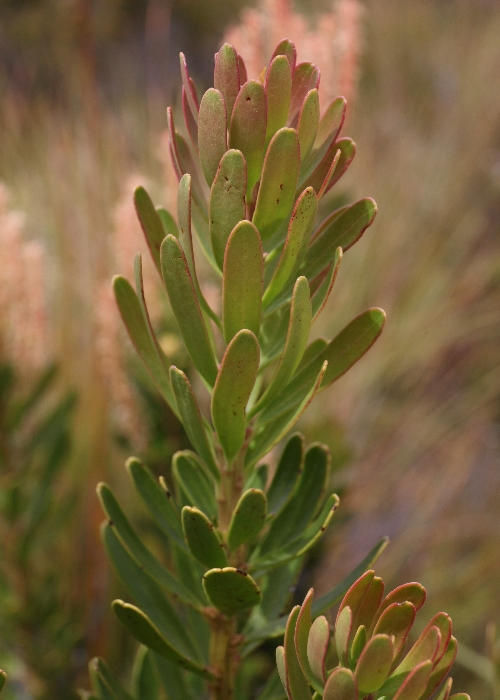
مورفولوجيا أوراق نبات أغاستاتشيا أدوراتا
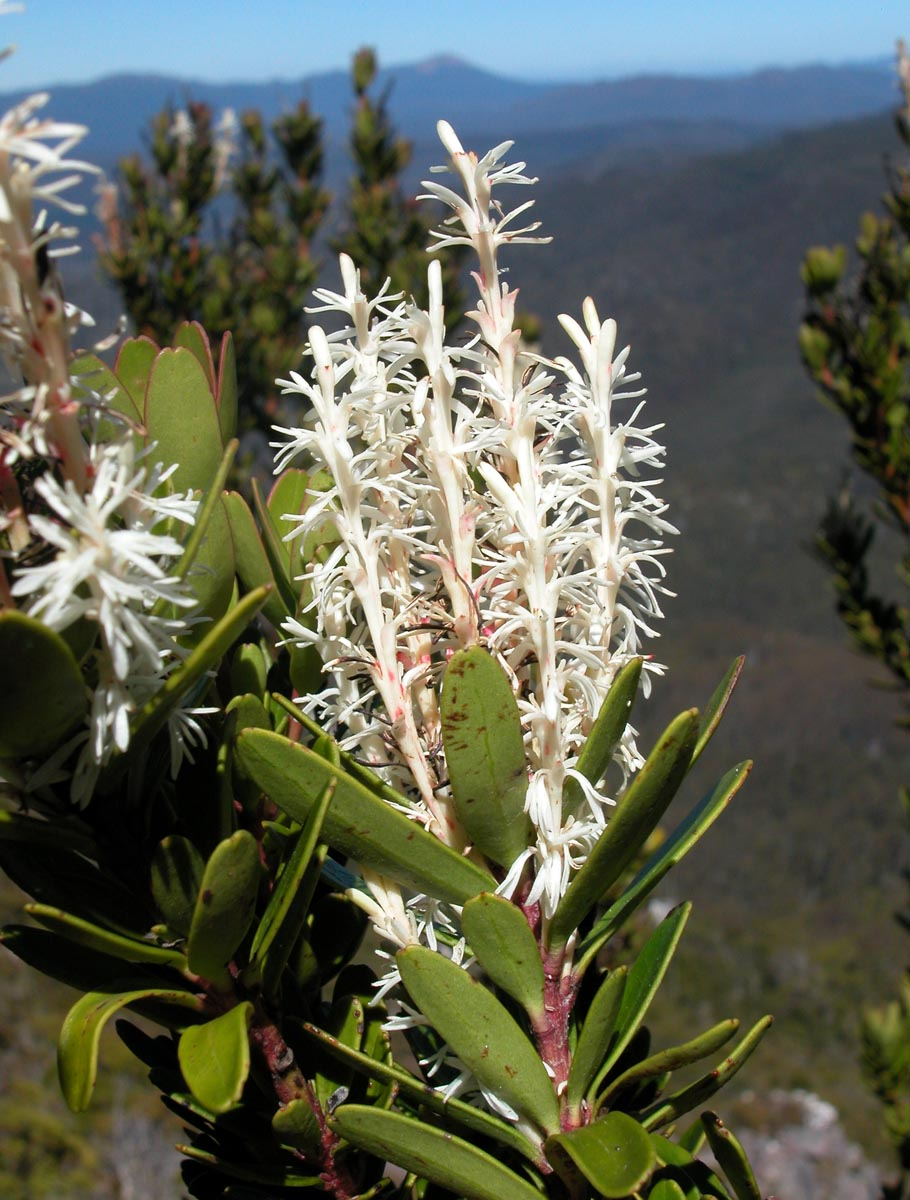
سنابل الزهور منتصبة
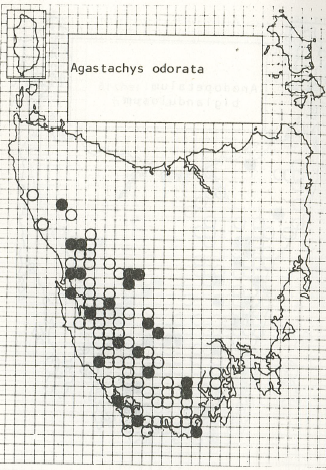
توزيع أغاستاتشيا أدوراتا في تسمانيا.[13] تمثل النقاط الداكنة تركيزًا أعلى للعينات.
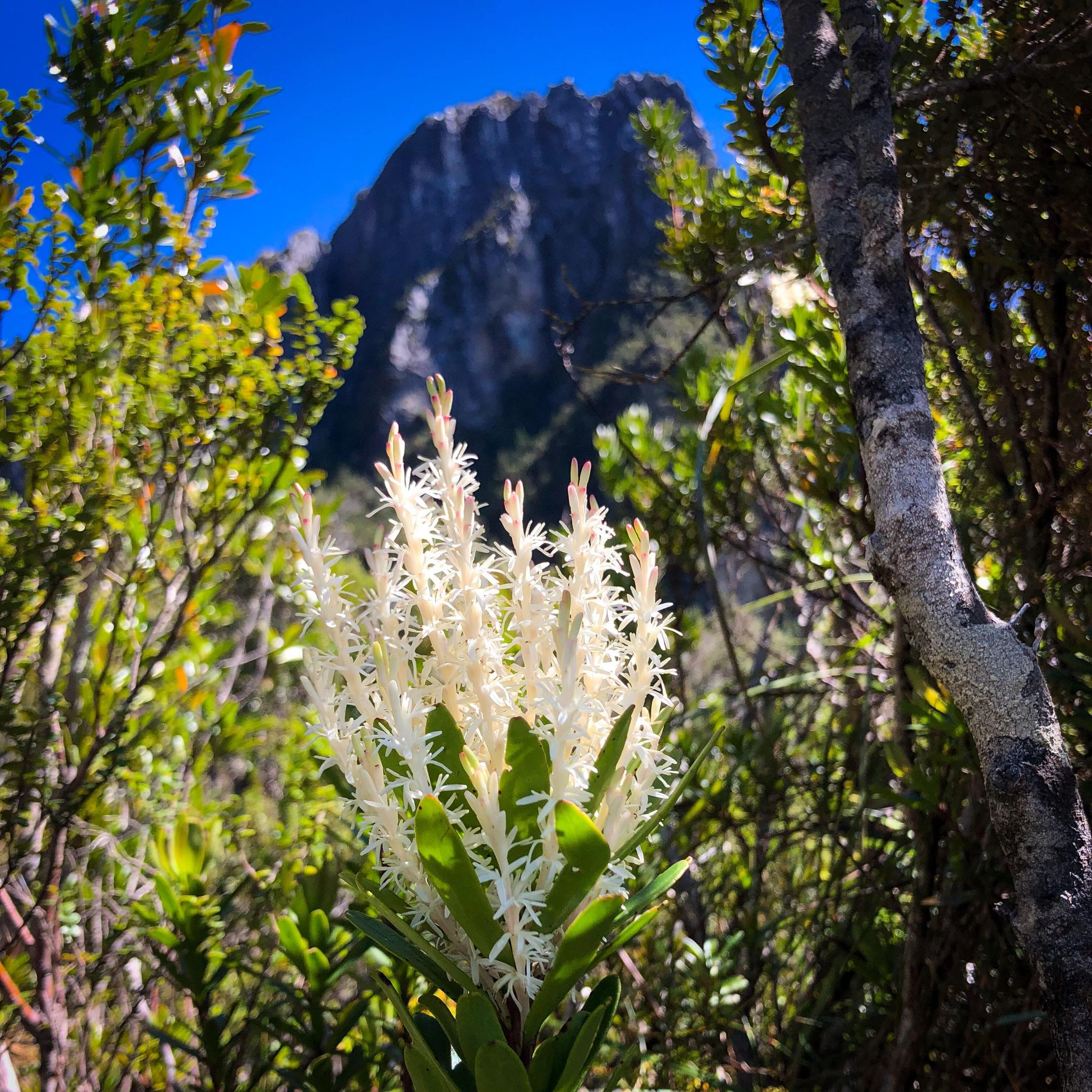
أغاستاتشيا أدوراتا في أوج ازدهارها في تسمانيا

## روابط خارجية
- أطلس أستراليا الحية خريطة توزيع تفاعلية لنبات أغاستاتشيا أدوراتا.